# Sierra Blanca (Spanien)

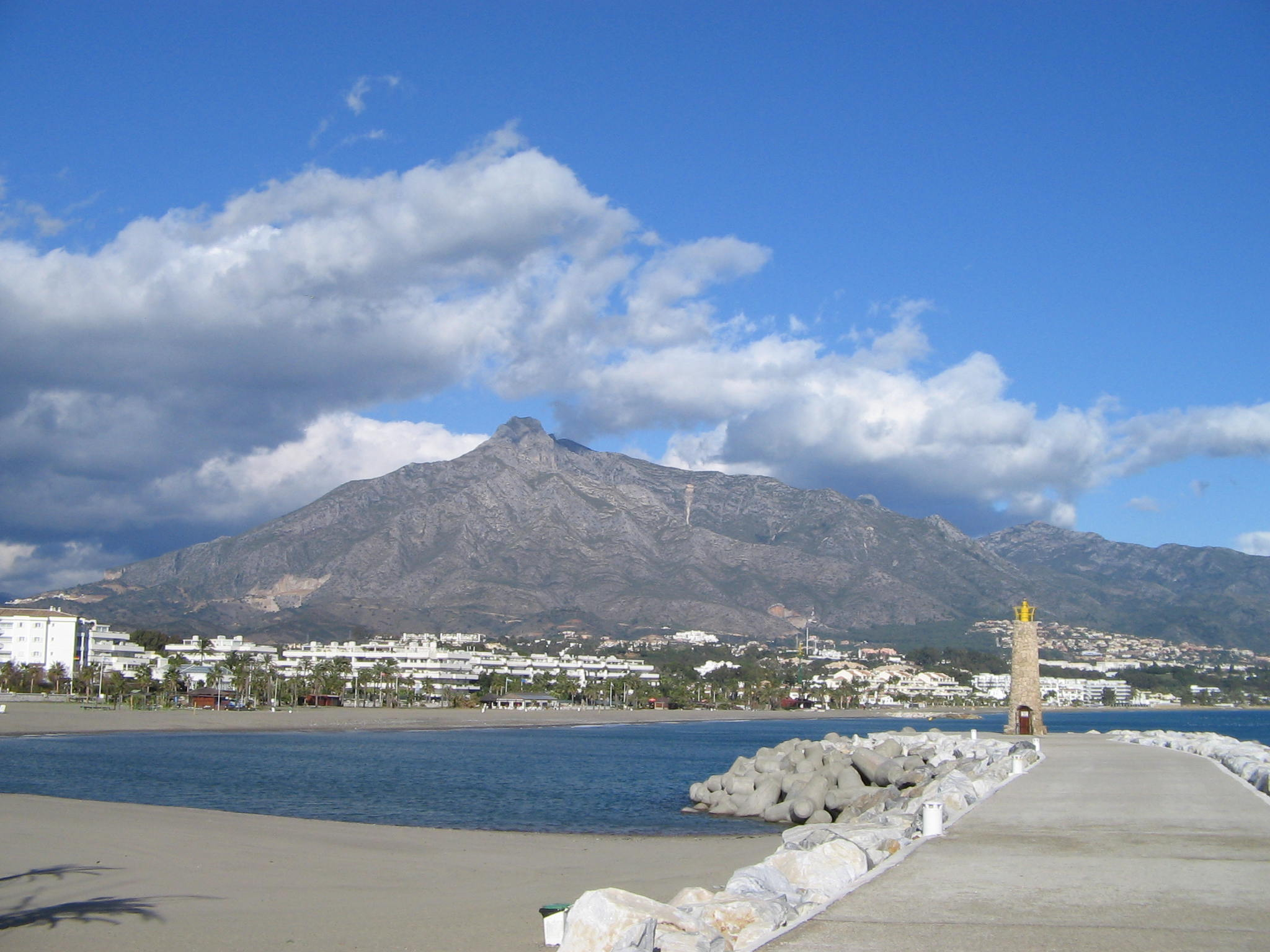
Pico de la Concha von Puerto Banus aus gesehen

Die Sierra Blanca ist ein Gebirgszug im Hinterland der Costa del Sol in Andalusien in Spanien. Der Name weist auf das weiße Marmorgestein, woraus diese Bergregion hauptsächlich besteht.  

## Lage
Der Höhenzug liegt zwischen der Costa del Sol und der Sierra de las Nieves und wird in etwa begrenzt von den Städten Istan, Ojén, Monda und Marbella.

## Berge
Der höchste Gipfel ist der 1.275 m  hohe Cerro Lastonar. Bekannt jedoch ist der von der Küste auffallend sichtbare Pico de la Concha (1.270 m) im Westen, so genannt, weil er wie die Schale einer gestreiften Muschel erscheint. Weitere Gipfel sind der Salto del Lobo (1.225 m) Cerro de la Zarina (1.141 m) und der Cruz de Juanar  im Osten (1.178 m).